# Lingua barbareña
La lingua barbareña era una lingua chumash parlata in California, lungo la pianura costiera da Conception a Carpinteria, vicino a Santa Barbara.
La lingua non è mutualmente intellegibile con le altre lingue della famiglia: il cruzeño, l'obispeño, il purisimeño, l'ineseño e il ventureño.
Mary Yee, ultima locutrice di lingua barbareña, è deceduta nel 1965.
Di seguito viene riportato un breve testo in lingua originale:
(Marianne Mithum, Rhetorical Nominalization in Barbareño Chumash, University of California, Santa Barbara)